# Лили Кинг
Лили Кинг (енгл. Lilly King; Евансвил, 10. фебруар 1997) америчка је пливачица чија специјалност је пливање прсним стилом.

## Пливачка каријера
У америчкој репрезентацији дебитовала је на Летњим олимпијским играма 2016. у Рио де Жанеиру, и одмах на дебију освојила је две златне олимпијске медаље. Кингова је постала олимпијском шампионком у тркама на 100 метара прсно и у штафети 4×100 мешовито. У финалу трке на 100 прсно Кингова је испливала време 1:04.93 минута, што је у том тренутку било време новог олимпијског рекорда. У позадини трке на 100 метара Кингова је вербално напала руску пливачицу Јулију Јефимову оптужујући је за варање и кориштење допинга, алудирајући на 16-омесечну суспензију руске пливачице због допинга током 2014. године. Рускиња је касније новинарима изјавила да се током целог олимпијског турнира осећала као да је на ратишту, и да је посебно била на удару америчких репрезентативки. Кингова је у Рију пливала и на 200 метара прсно где је заузела 12. место у полуфиналу резултатом 2:24.59 минута. 

## Лични рекорди
| Дисциплина       | Резултат | Место          | Време           |
| ---------------- | -------- | -------------- | --------------- |
| 50 метара прсно  | 30.35    | Шарлот         | 15. мај 2016.   |
| 100 метара прсно | 1:04.93  | Рио де Жанеиро | 8. август 2016. |
| 200 метара прсно | 2:24.03  | Омаха          | 30. јун 2016.   |